# Siculobata silvaticus
Siculobata silvaticus är en kvalsterart som först beskrevs av Hammer 1979.  Siculobata silvaticus ingår i släktet Siculobata och familjen Hemileiidae. Inga underarter finns listade i Catalogue of Life.